# Cheque Cidadão
Cheque Cidadão foi um programa de transferência de renda do Governo do Estado do Rio de Janeiro, instituído em novembro de 1999 pelo governador Anthony Garotinho. O programa tinha a finalidade de complementar a renda de famílias que comprovassem renda igual ou inferior a um terço do salário mínimo. Cada família recebia um cheque de R$ 100,00, desde que mantivesse os filhos menores de 18 anos nas escolas e apresentasse carteiras de vacinação atualizadas.
O programa foi extinto em 2007, no início do primeiro mandato de Sérgio Cabral como governador do Rio de Janeiro. Os beneficiários do Cheque Cidadão foram transferidos para o Bolsa Família, um programa similar do Governo Federal. O Cheque Cidadão havia atendido 448.940 famílias em 2006.